# Sara Annie Burstall
Pour les articles homonymes, voir Burstall.
Sara Annie Burstall, née à Aberdeen en Écosse le 2 novembre 1859 et morte à Fulham le 26 mars 1939, est une pédagogue britannique. Elle est directrice de la Manchester High School for Girls, de 1898 à 1924.

## Biographie
Sara Annie Burstall  naît à Aberdeen, où son père, Henry Burstall, est l'agent d'une compagnie anglaise, gérant de carrières de granit dont il assure le transport par bateau jusqu'en Angleterre. Sa mère, Annie Hepzibah King, originaire du Devon, soutient le mouvement chartiste et suit des cours dans un institut de formation permanente (en). Sara Annie Burstall fait ses études à domicile, sous la conduite d'une gouvernante, puis dans une école d'Aberdeen. La famille est membre de l'Église anglicane. Henry Burstall est licencié en 1871 et la famille s'installe en Angleterre. À Londres, Sara Annie Burstall poursuit ses études à la Camden School for girls, créée par Frances Buss, puis bénéficiant d'une bourse d'études, en 1875, elle intègre la North London Collegiate School. 
Sara Annie Burstall passe avec succès l'examen de l'université de Londres en 1877, et obtient une bourse d'études à Girton College. Elle prépare les tripos de mathématiques en 1881-1882, puis elle est engagée comme professeure à North London Collegiate School, où elle enseigne, tout en suivant une formation au College of Preceptors. Frances Buss encourage le personnel enseignant à s'inscrire à l'université de Londres, qui délivre des diplômes aux étudiantes à partir de 1878. Sara Annie Burstall obtient en 1884 une licence au University College de Londres et un diplôme de sciences religieuses en 1886.
Frances Buss meurt en 1894, et Sophie Bryant lui succède comme directrice de la North London Collegiate School, tandis que Sara Annie Burstall devient vice-principale, fonction qu'elle occupe jusqu'en 1898.

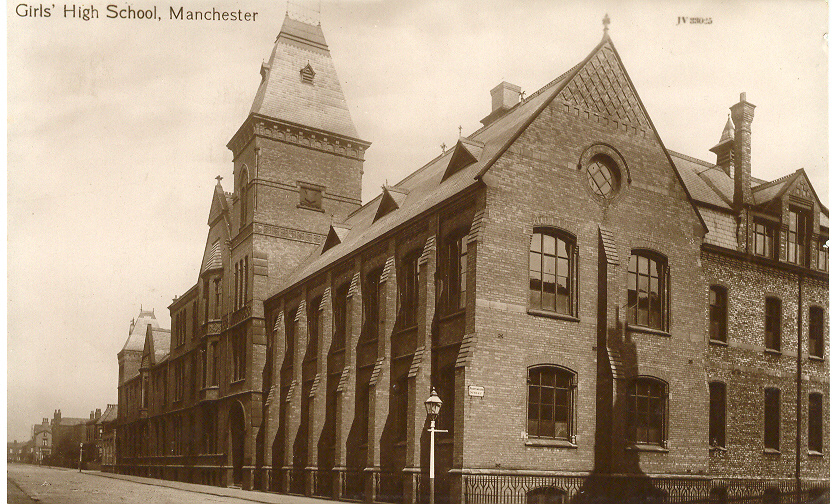
Lycée de filles de Manchester

En 1893, elle voyage aux États-Unis, où elle visite l'exposition universelle de Chicago et étudie le système éducatif américain. Elle publie The Education of Girls in the United States. En 1898, elle prend la direction de la Manchester High School for Girls, deuxième headmistress de l'établissement après Elizabeth Day qui dirigeait l'école depuis sa fondation en 1874. Le bâtiment est occupé par la suite par la faculté de sciences sociales de l'université de Manchester. Elle est attentive à proposer des activités qui répondent à la diversité des intérêts des élèves âgées de 15 ans et au-delà, certaines étant intéressées par un cursus strictement académique, tandis que d'autres souhaitent suivre des cours pratiques, de travaux d'aiguille, de cuisine, ou encore de secrétariat. Cette adaptation à la diversité des parcours lui vaut des critiques de la part de féministes engagées dans des exigences de parcours académiques pour les jeunes filles, mais l'école se développe sous sa direction.

## Activités institutionnelles
Sara Burstall devient en 1903 l'une des trois femmes membres du comité municipal de l'éducation de Manchester. Elle prend un congé sabbatique en 1907-1908, et fait un second voyage aux États-Unis et publie à son retour Impressions of American Education in 1908. En 1909, elle est élue présidente de l'association des directrices des écoles secondaires publiques (Association of Headmistresses of Public Secondary Schools (AHM)), fonction qu'elle occupe jusqu'en 1911. En mai 1925, elle est nommée membre du Colonial Advisory Committee On Education.
Elle quitte ses fonctions à l'école de Manchester en 1924, et s'installe d'abord à Derby, puis à Londres en 1931. Elle publie son autobiographie en 1931, puis une biographie de Frances Buss en 1938. Elle meurt à son domicile de Fulham, le 26 mars 1939.

## Publications
- The Education of Girls in the United States, Swan Sonnenschein & Company, 1894
- English High Schools for Girls: Their Aims, Organisation, and Management, BiblioBazaar, 1907  (ISBN 978-1103083961)
- Impressions of American Education in 1908, Longmans, Green and Company|, 1909
- The Story of the Manchester High School for Girls: 1871-1911, [1911], Forgotten Books, 2015  (ISBN 978-1-330-63884-2)
- Retrospect & Prospect: sixty years of women's education [autobiographie], 1933
- Frances Mary Buss: an educational pioneer, Society for Promoting Christian Knowledge, 1938 (OCLC 10684759)